# Гамбург-Гуммельсбюттель
Гуммельсбюттель (нім. Hummelsbüttel) — частина району Вандсбек вільного та ганзейського міста Гамбург. До 2008 року Гуммельсбюттель належав разом з Поппенбюттель, Зазель і Веллінгсбюттель до колишнього району місцевого самоврядування Альстерталь.